# Oli Brown
Oliver Brown, detto Oli (Norfolk, 23 maggio 1989), è un chitarrista e cantautore inglese.

## Biografia
Brown ha firmato un contratto discografico con l'etichetta blues tedesca Ruf Records, nel gennaio 2008. Ha pubblicato il suo album di debutto, Open Road, nel luglio 2008, ricevendo critiche positive.
Il suo secondo album, Heads I Win Tails You Lose, prodotto da Mike Vernon è stato pubblicato nel 2010. Nello stesso anno, Brown ha fatto il suo debutto al Glastonbury Festival. La rivista Classic Rock ha votato Heads I Win Tails You Lose al 3º posto come album Blues del 2010. Mojo ha votato il 4º posto come album blues del 2010.
Ai British Blues Awards del 2010, Brown è stato nominato “Best Male Vocalist” e “Best Young Artist”.
Ai British Blues Awards del 2011, Brown ha vinto nella categoria “Best Band” e Heads I Win You Lose è stato nominato “Best Album”. Inoltre è arrivato al secondo posto in “Best Male Vocalist, 'Best Guitarist' and 'Best Young Artist' categories.
A seguito di un tour di 25 giorni nel Regno Unito, aprendo concerti per John Mayall, Mayall ha chiesto Brown di entrare come chitarrista nella sua band, sostituendo Rocky Athos che non poté partecipare all'Indonesian Blues Festival nel dicembre 2011.
Il terzo album di Brown Here I Am è stato pubblicato il 23 aprile 2012, con Scott Barnes al basso, Wayne Proctor alla batteria e percussioni) ,e Joel Bianco alle tastiere con ospiti Dani Wilde e Paul Jones. Here I Am è stato numero uno sulle classifiche blues di Amazon, HMV e iTunes. Negli Stati Uniti è stato pubblicato nel mese di giugno 2012. Brown è stato nominato come miglior chitarrista e miglior giovane artista nel 2012 ai British Blues Awards.
Il 3 giugno 2013, presso il Grand Rex di Parigi (Francia), e il 28 giugno 2013, presso il Teatro Palapartenope di Napoli, ha aperto i concerti del chitarrista Joe Satriani.

## Equipaggiamento
Brown utilizza un'edizione firmata della "Legend" di Vanquish Guitars. La chitarra dispone di due pickup P90 con una combinazione di ponte Tune-o-matic e Stop-Tail. Brown utilizza solitamente amplificatori Blackstar Combo Amp e microfoni Shure Beta 58A. Ha utilizzato anche pedali Volt Overdrive Super OB 100 per il suo ultimo album.

## Discografia
- 2008 – Open Road
- 2010 – Heads I Win Tails You Lose
- 2012 – Here I Am
- 2013 – Songs From The Road